# Pterolonche
Pterolonche är ett släkte av fjärilar. Pterolonche ingår i familjen Pterolonchidae.

## Bildgalleri

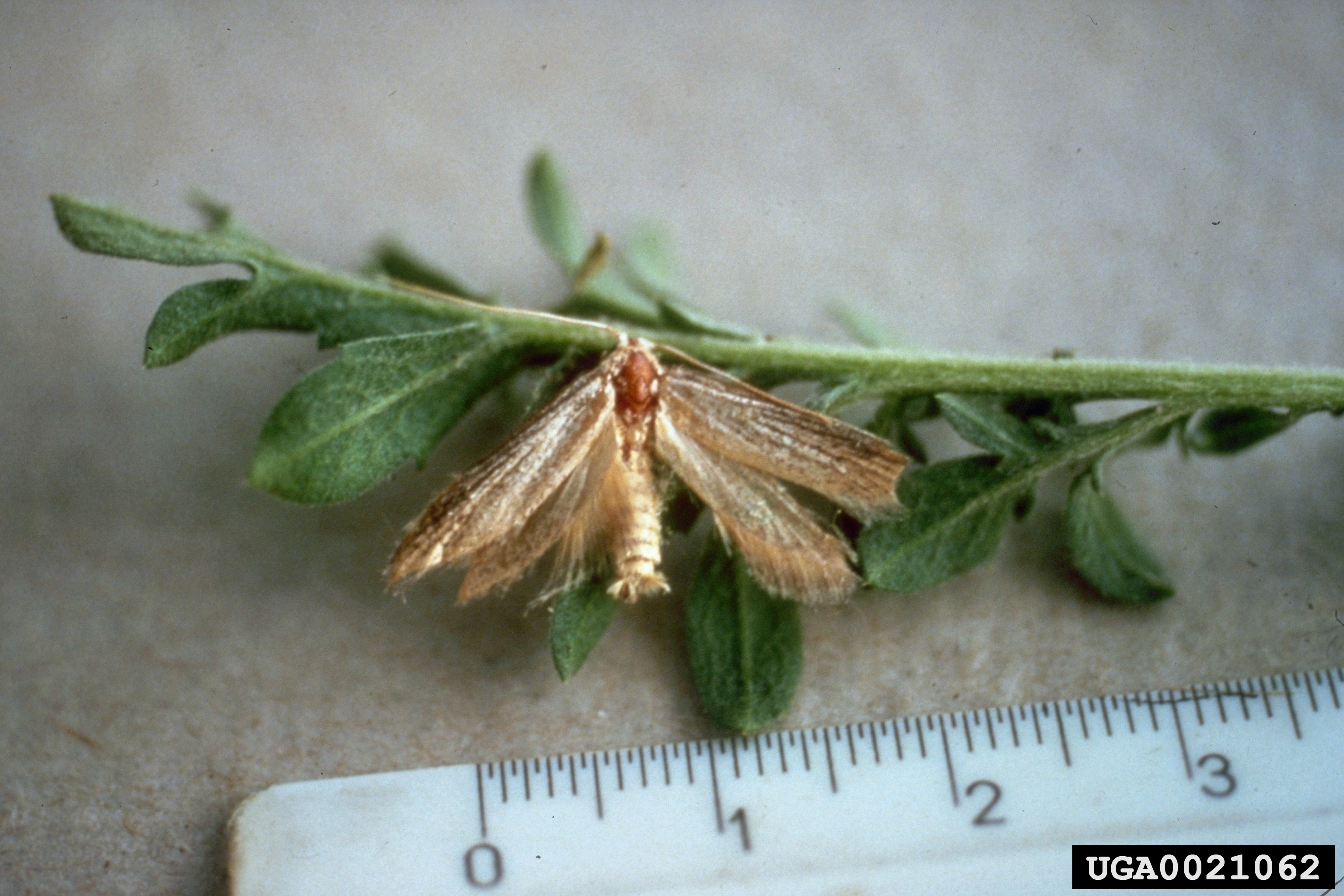
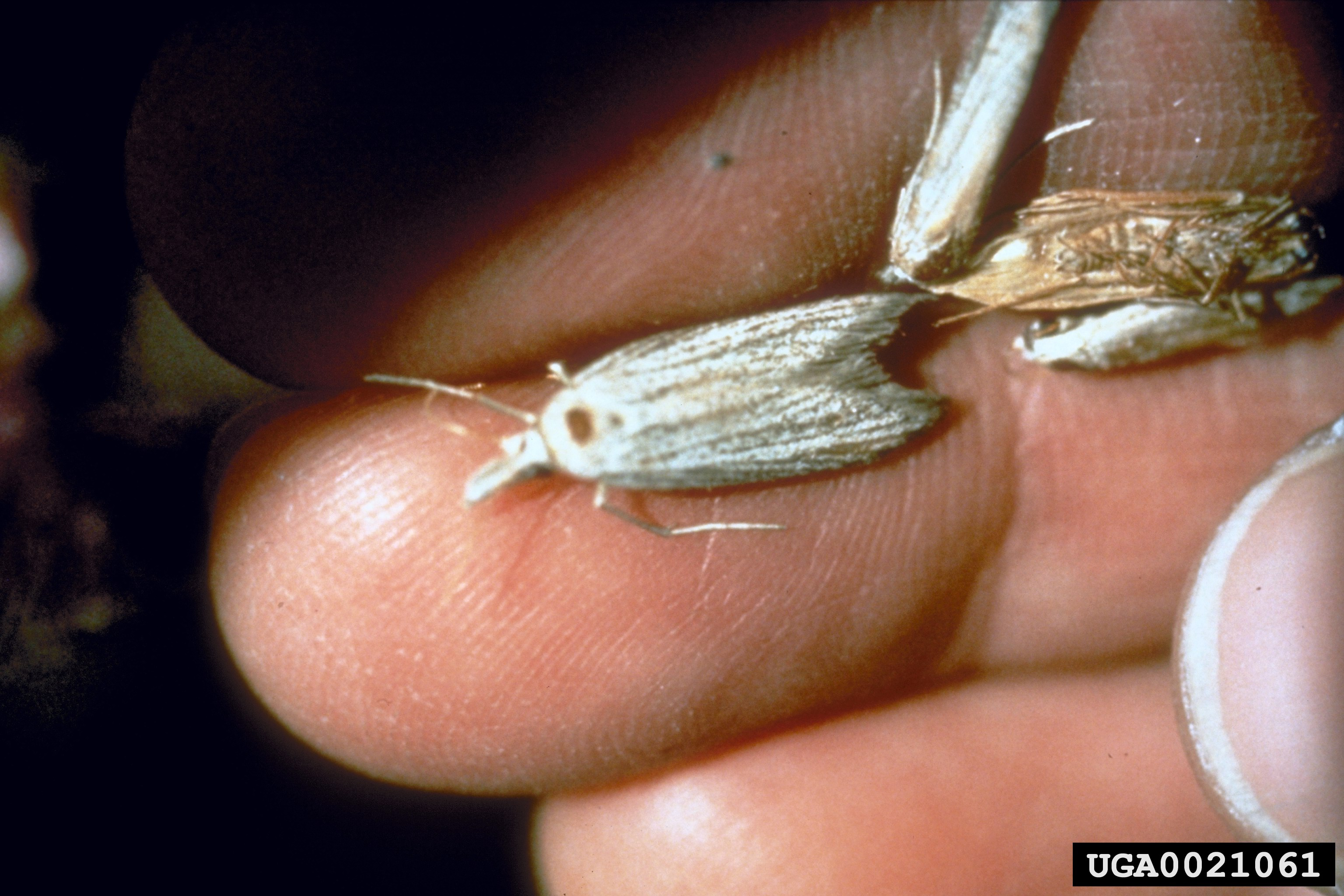
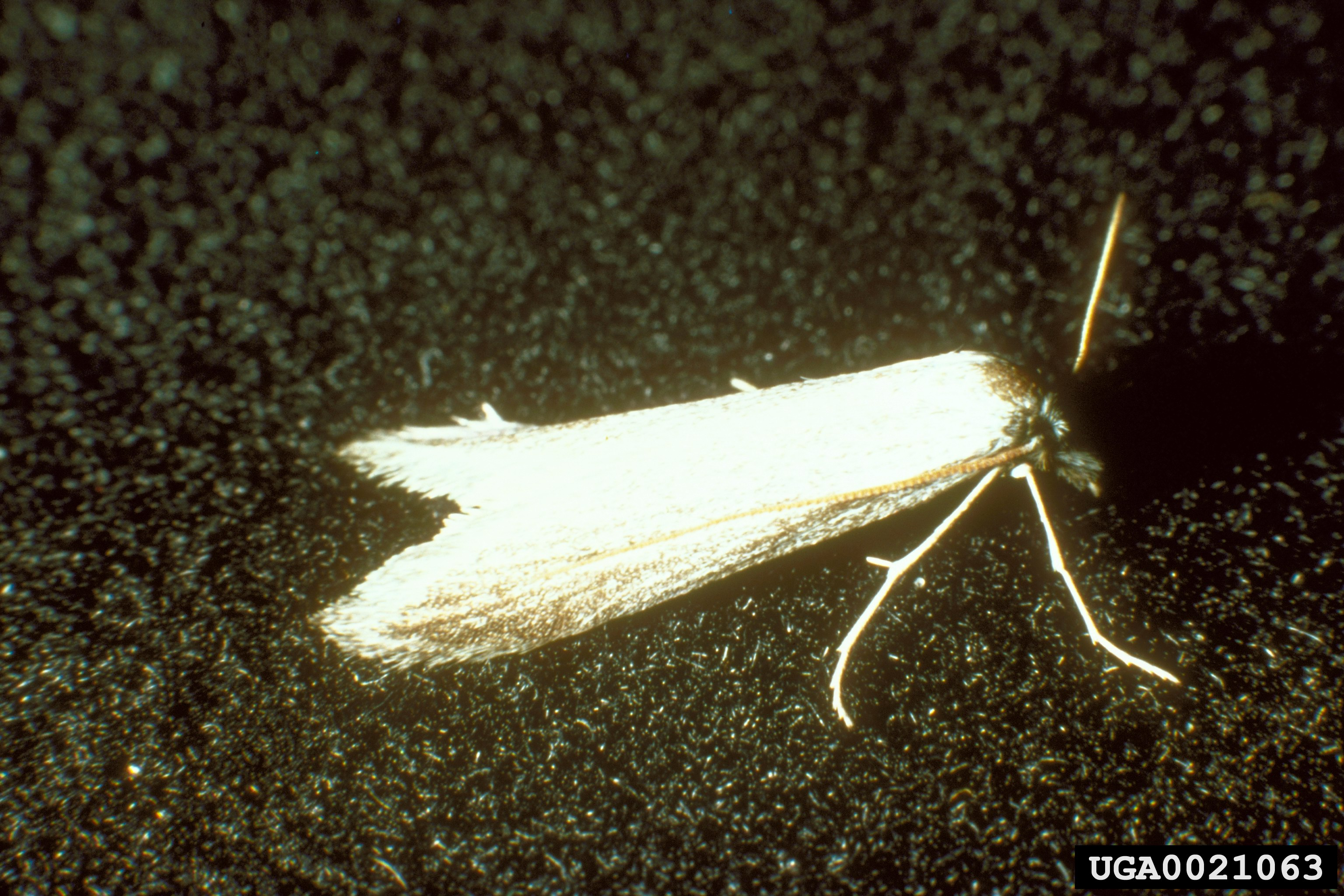
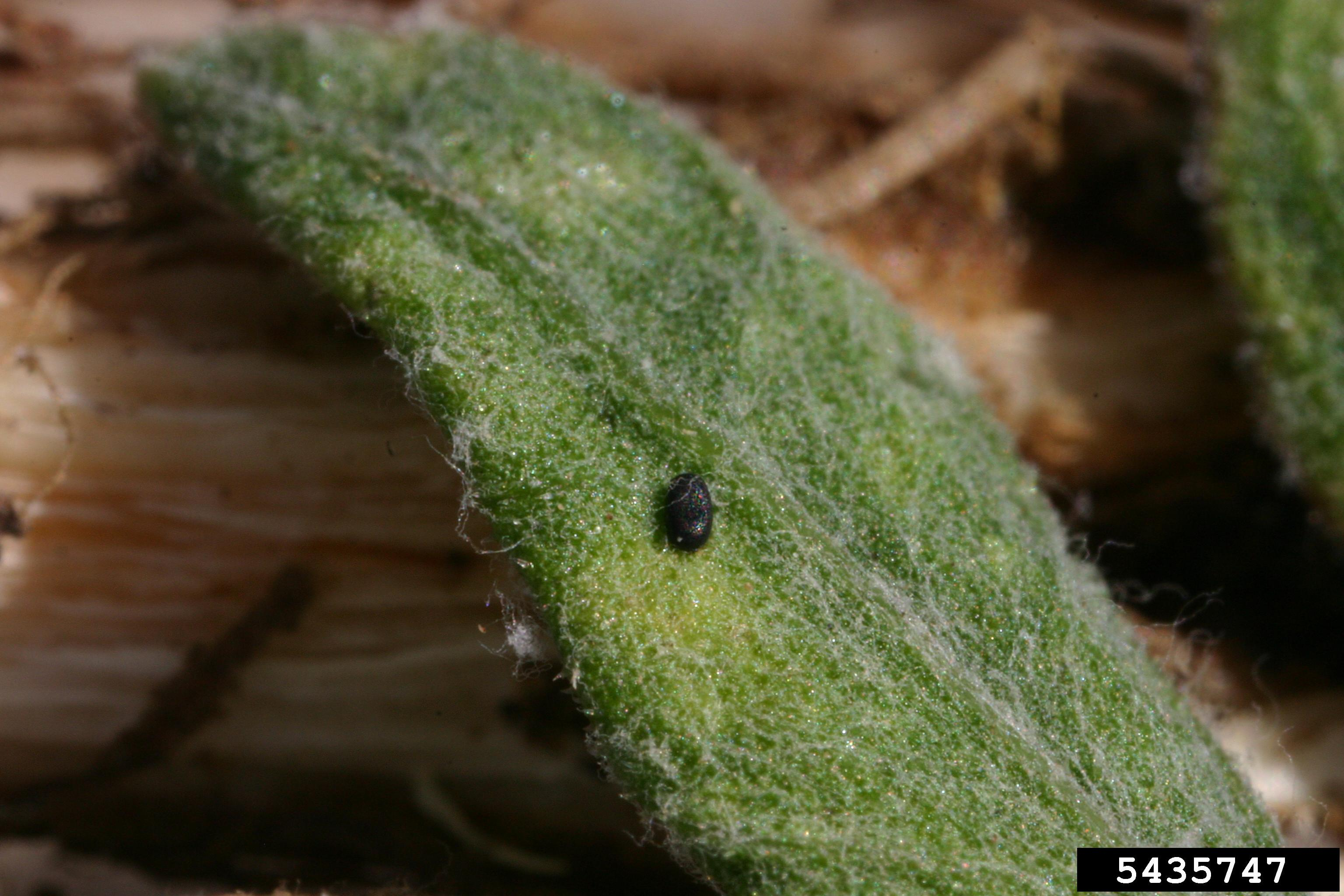
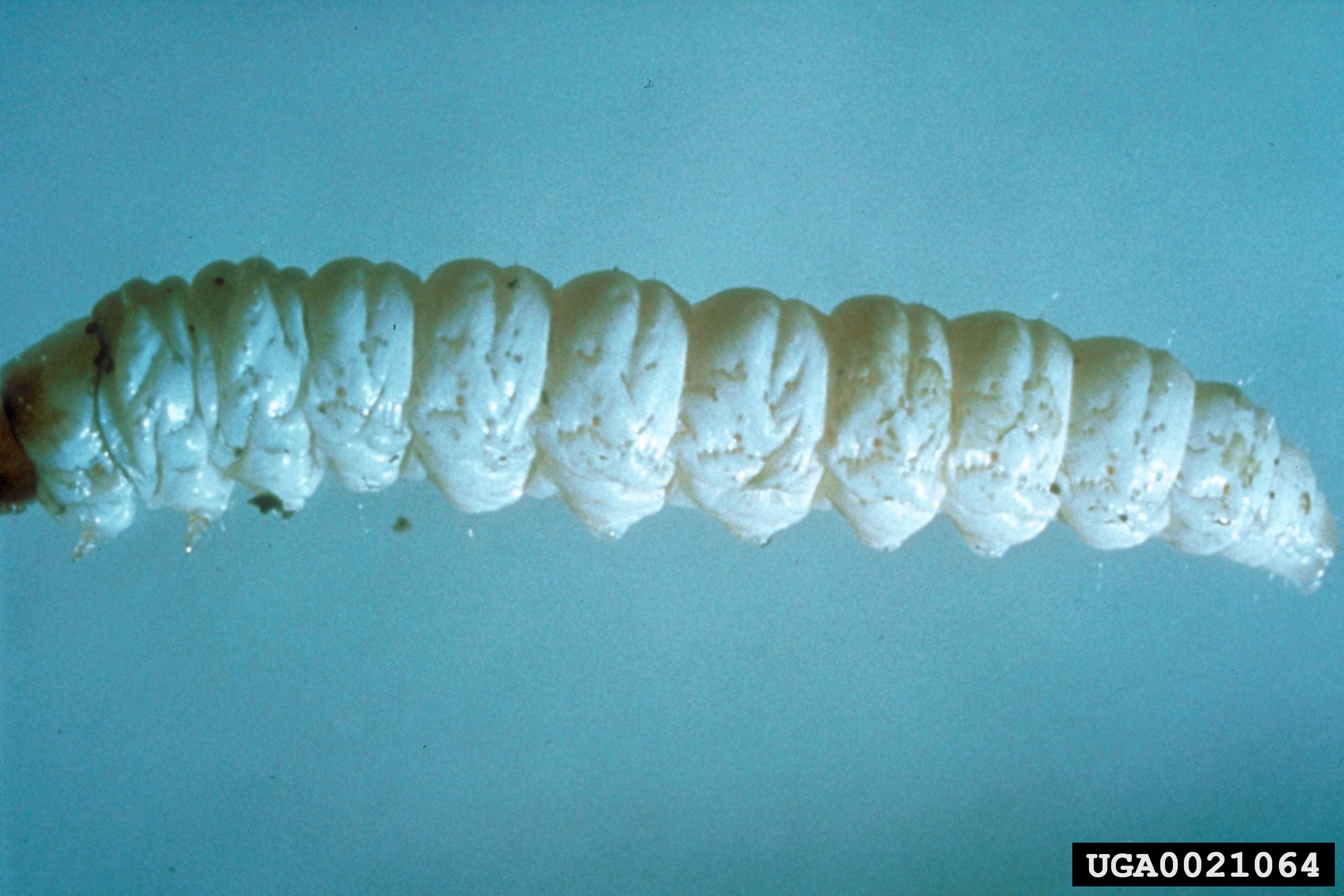
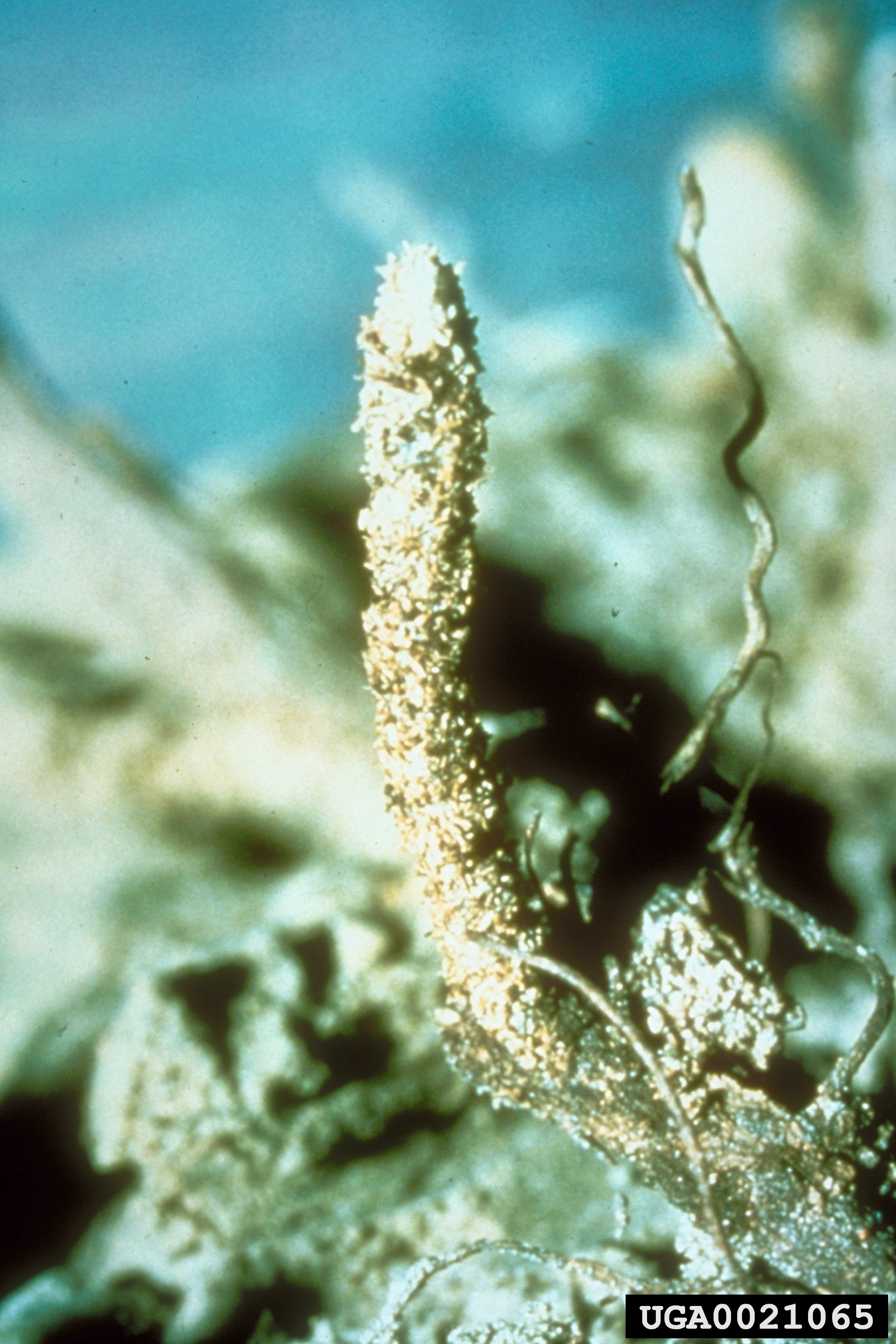

## Dottertaxa till Pterolonche, i alfabetisk ordning[1]
| XXPterolonche albescens     |
| XXPterolonche benesignata   |
| XXPterolonche gracilis      |
| XXPterolonche inspersa      |
| XXPterolonche kurdistanella |
| XXPterolonche lineata       |
| XXPterolonche lutescentella |
| XXPterolonche pulverulenta  |
| XXPterolonche terebrata     |
| XXPterolonche vallettae     |